# Lac Berlinguet
Lac Berlinguet är en sjö i Kanada.   Den ligger i regionen Mauricie och provinsen Québec, i den östra delen av landet, 400 km norr om huvudstaden Ottawa. Lac Berlinguet ligger 463 meter över havet. Arean är 11,0 kvadratkilometer. Den sträcker sig 11,7 kilometer i nord-sydlig riktning, och 4,6 kilometer i öst-västlig riktning.
I omgivningarna runt Lac Berlinguet växer i huvudsak blandskog. Trakten runt Lac Berlinguet är nära nog obefolkad, med mindre än två invånare per kvadratkilometer.